# Кроз мој прозор: Гледам те
Кроз мој прозор: Гледам те (шп. A través de tu mirada) шпански је тинејџерски и љубавни филм из 2024. године, у режији Марсала Фореса, по сценарију Едуарда Соле. Представља наставак филма Кроз мој прозор: Преко мора из 2023. године и оба филма не прате радњу осталих романа Аријане Годој. Главне улоге играју Хулио Пења, Клара Гаље, Иван Лападула, Андреа Ћапаро. Сниман је 2022. године заједно са другим делом филма, док је име филма откривено у јуну 2023. године након премијере другог дела. Netflix је приказао филм 23. фебруара 2024.

## Радња
Ракел и Арес не могу да забораве једно на друго иако се виђају са другим људима. Могу ли се у последњем делу трилогије помирити успркос притиску породице?

## Улоге
| Глумац              | Улога          |
| ------------------- | -------------- |
| Хулио Пења          | Арес           |
| Клара Гаље          | Ракел          |
| Иван Лападула       | Грегори        |
| Андреа Ћапаро       | Вера           |
| Пилар Кастро        | Тере           |
| Хуго Арбуес         | Аполо          |
| Рејчел Ласкар       | Софија Хидалго |
| Ерик Масип          | Артемис        |
| Наталија Азахара    | Данијела       |
| Марија Касалс       | Маркос         |
| Лусија де Ла Пуерта | Сами           |
| Емилија Лазо        | Клаудија       |